# Kazimierz Krzaczkowski
Kazimierz  Krzaczkowski (ur. 11 maja 1950 w Głogowie) – polski aktor filmowy i teatralny, dramaturg.

## Życiorys artystyczny
W 1974 ukończył studia na Wydziale Aktorskim Państwowej Wyższej Szkoły Filmowej Telewizyjnej i Teatralnej w Łodzi. Zadebiutował na scenie 8 września 1974 rolą Bojara litewskiego w sztuce Janulka, córka Fizdejki Stanisława Ignacego Witkiewicza na deskach Teatru Współczesnego we Wrocławiu. W latach 1974–1975 oraz 1989–1994 związany z Teatrem Współczesnym we Wrocławiu, w latach 1975–1977 z Teatrem im. Wojciecha Bogusławskiego w Kaliszu, w latach 1979–1981 z Teatrem im. Jana Kochanowskiego w Opolu, w latach 1995–1998 z Centrum Sztuki przy Teatrze Dramatycznym im. Haliny Modrzejewskiej w Legnicy, zaś w latach 1977–1979, 1981–1988 oraz od 1997 roku do chwili obecnej z Teatrem im. Cypriana Kamila Norwida w Jeleniej Górze.

## Nagrody i wyróżnienia
| 1978 | Opole – IV Opolskie Konfrontacje Teatralne – wyróżnienie za rolę Księdza Piotra w Dziadach cz.III Adama Mickiewicza w reżyserii G. Mrówczyńskiego w Teatrze im. Cypriana Kamila Norwida w Jeleniej Górze |
| 1990 | Nagroda za najlepszy epizod – za rolę w przedstawieniu Noc Walpurgii w Teatrze Współczesnym we Wrocławiu                                                                                                 |
| 2010 | Jelenia Góra – Nagroda Specjalna Aliny Obidniak za rolę Starego Mężczyzny w spektaklu Dobrze |

## Filmografia
- 1974: Chleba naszego powszedniego – Jan Malesa, syn Józefa
- 1974: Historia pewnej miłości – kolega Edka (nie występuje w czołówce)
- 1974: Pójdziesz ponad sadem – Leszek Raczek, uczeń liceum wieczorowego
- 1981: Wielki bieg – Krawczuk, podwładny Września
- 1993: Jańcio Wodnik – ojciec Oczyszczonej
- 1993: Kolejność uczuć – aktor grający „Merkucja”
- 1993: Obcy musi fruwać – celnik w pociągu
- 1994: Polska śmierć
- 1997: Farba – urzędnik
- 1997: Charakter – listonosz
- 1998: Dom Pirków – „biały niedźwiedź”
- 1999: Ogniem i mieczem
- 2000: Ogniem i mieczem (serial TV)
- 2001: Angelus – kierownik
- 2001: W kogo ja się wrodziłem – Wizgło, sąsiad Tomka nad morzem
- 2006: Fundacja – listonosz Filip
- 2007: Tajemnica twierdzy szyfrów – Bałabankow
- 2008: Droga do raju – mężczyzna
- 2008: Nieruchomy poruszyciel – Szulski
- 2009: Maraton tańca – konduktor

### Gościnnie
- 1976: Zaklęty dwór (odc. 4 Nowy trop)
- 1978: Ślad na ziemi – robotnik Gugałek (odc. 2 Chłopcy zwerbowani, odc. 4 Wysoki komin)
- 1979: Przyjaciele (odc. 2 Czystość)
- 1998: Złotopolscy – klient w restauracji Marty Gabriel (odc. 98 Randka dla nieśmiałych)
- 1999: Złotopolscy – klient restauracji Marty (odc. 127 Dobre i złe zapowiedzi)
- 2000: Świat według Kiepskich – Pokrak (odc. 44 Kiepski prezydent)
- 2003: Fala zbrodni – Ryszard Kowalski, ekspert ds. pedofilii (odc. 6 Hydra)
- 2004: Oficer – strażnik w Łazienkach (odc. 1 Zaręczyny)
- 2013: Głęboka woda – bezdomny Edmund Zawadzki (sezon II, odc. 5)
- 2022: Gang Zielonej Rękawiczki – Józef (odc. 2)

### Role teatralne
W Teatrze PWSFTviT w Łodzi:
- 1973: Pierwszy dzień wolności – Karol
- 1974: Klub kawalerów – Antoś

W Teatrze Współczesnym we Wrocławiu:
- 1974: Janulka, córka Fizdejki – Bojar litewski
- 1974: Mieszczanie – Piotr
- 1991: Tango – Eugeniusz

W Teatrze im. Wojciecha Bogusławskiego w Kaliszu:
- 1975: Romulus Wielki – Mares
- 1976: Wiśniowy sad – Siemion Jepichodow
- 1977: Zgubiony list – Ionescu

W Teatrze im. Jana Kochanowskiego w Opolu:
- 1980: Opera za trzy grosze – Robert
- 1980: Wesele Figara – Gąska

W Teatrze im. Cypriana Kamila Norwida w Jeleniej Górze:
- 1978: Śluby panieńskie – Albin; Jan
- 1997: Komedia pasterska – pasterz
- 1998: Dziady – Ksiądz; Kapral
- 1999: Balladyna – Gralon; Lekarz
- 2000: Opera żebracza – Jack
- 2001: Przygody Tomka Sawyera – Doktor Robinson; Riverson
- 2002: Kartoteka – Wujek
- 2004: Czajka – Ilja Szamrajew
- 2005: Czerwone nosy – Moncriff; Le Grue
- 2005: Dożywocie – Orgon
- 2006: Romeo i Julia – Książę Escalus
- 2006: Trans-Atlantyk – major Kobrzycki
- 2007: Kariera Artura Ui – Stary Aktor; Gaffles
- 2008: Podróż poślubna – Eliskazes
- 2008: Trzy siostry – Iwan Czebutykin
- 2009: Scrooge. Opowieść wigilijna o Duchu – Jakub Marley; Joe
- 2010: Dobrze – Starszy mężczyzna
- 2010: Przygody rozbójnika Rumcajsa – Wojskowy
- 2010: Lilla Weneda – Derwid
- 2011: Proces – Klient; Woźny
- 2011: Rozmowy przy wycinaniu lasu – Bimber